# Tschahar Schanbe Suri

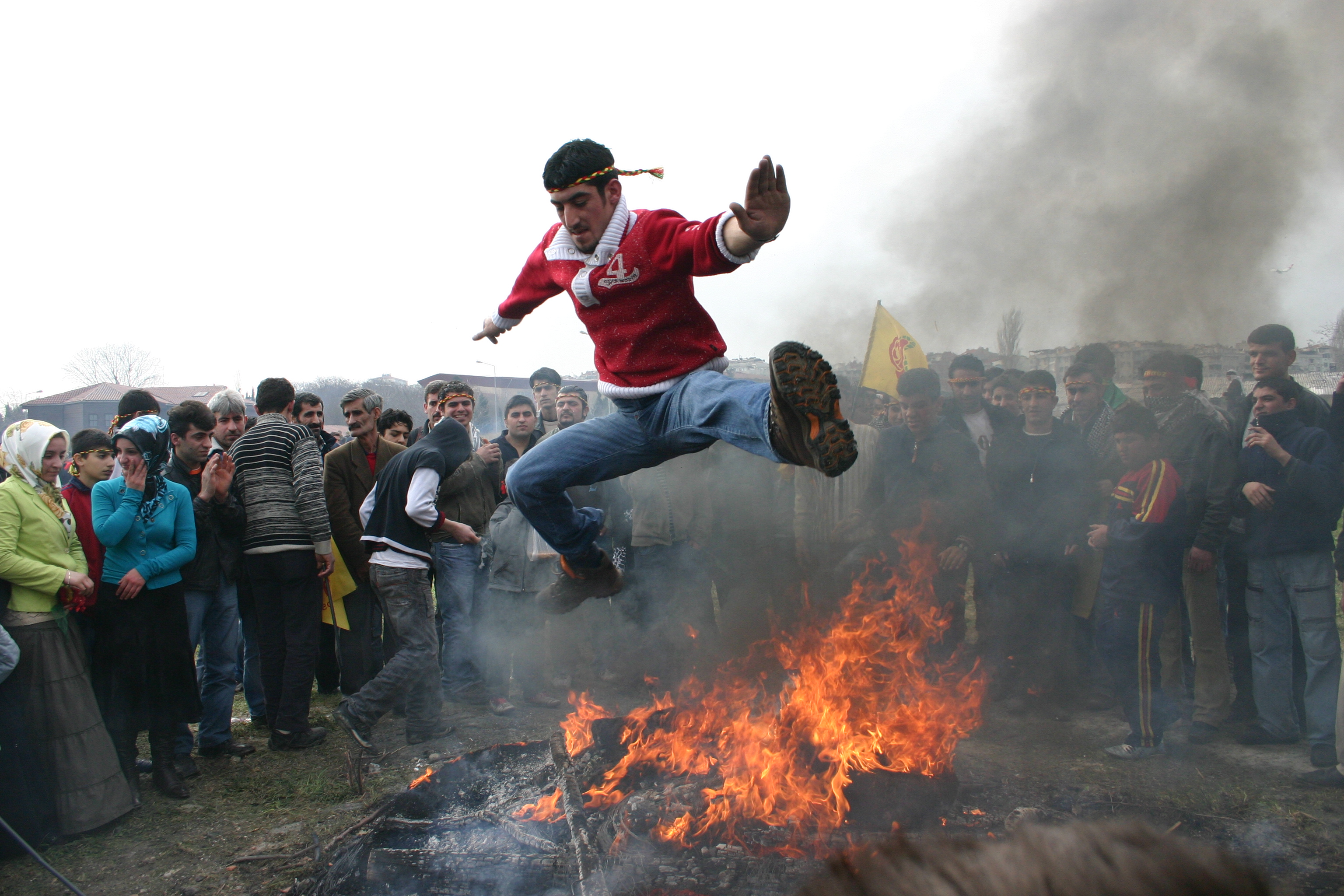
Tschahar Schanbe Suri von Kurden in Istanbul

Tschahar Schanbe Suri (persisch چهارشنبه‌سورى, DMG čahâr-šanbe-ye sūrī, ‚Mittwoch des Festmahls‘), ist ein iranisches Fest, das am letzten Mittwoch vor Nouruz (dem am 20. oder 21. März stattfindenden Neujahrstag nach dem iranischen Kalender) gefeiert wird. Die Feierlichkeiten beginnen am Vorabend (Dienstagabend). Im Iran springen Teilnehmer des Festes über ein Feuer, um die bösen Energien aus dem alten Jahr zu vertreiben.

## Etymologie und Herkunft
Der persische Name des Festes lässt sich auf die Begriffe čahāršanbe / چهارشنبه /‚Mittwoch‘ und sūrī, die Adjektivform von sūr / سور / sūr /‚Gastmahl, Festmahl, Schmaus‘, zurückführen. Zugleich heißt sūrī auch ‚rote Rose‘, was traditionell mit gol-e sorḫ / گل سرخ wiedergegeben wird, jedoch auf lokale Varianten des Namens dieses Festes, wie im Aserbaidschanischen Gūl Čāršamba, im Kurdischen Kola Čowāršamba und Čowāršama Koli, hinweist, da es sich um ein Feuerfest handelt: Die Feuer werden angezündet, um den Geist der Toten willkommen zu heißen und sie als Zeichen Gottes vor dem Bösen zu schützen. Dieser Brauch geht somit auf die zarathustrischen Feuerzeremonien zurück.

## Rituale

### Feuerspringen
Vor Beginn des Festivals versammeln sich die Menschen auf einem offenen, freien Platz. Bei Sonnenuntergang entzünden sie ein oder mehrere Lagerfeuer und springen über die Flammen. Dabei singen sie سرخى تو از من ـ زردى من از تو sorchi-ye to az man – zardi-ye man az to, DMG sorḫī-ye to az man – zardī-ye man az to, ‚Deine Röte von mir, meine Blässe von dir‘ oder eine lokale Variante dieses Ausspruchs. Diese Praxis wird als Reinigungsritual angesehen.

### Löffelschlagen
Tschahar Schanbe Suri enthält einen Brauch, der dem Halloween-Brauch ähnelt und qāšoq-zanī / قاشق‌زنی /‚Löffelschlagen‘ heißt. Die Menschen tragen dabei Verkleidungen und gehen von Tür zu Tür. Dort schlagen sie Löffel gegen Teller oder Schalen und erbitten damit Süßigkeiten.

## Verbreitung

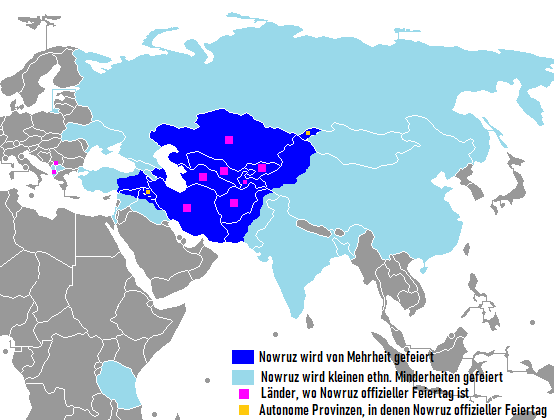
Länder, in denen Nowruz gefeiert wird

Tschahar Schanbe Suri wird in Iran, Afghanistan, Tadschikistan, Aserbaidschan, Turkmenistan, Usbekistan sowie von Kurden und Aserbaidschanern in der Türkei, im Irak und in Syrien gefeiert. Aufgrund unvorsichtigen Verhaltens kommt es immer wieder zu tödlichen Unfällen und vielen Verletzten.